# السفارة السعودية في جيبوتي
سفارة المملكة العربية السعودية في جيبوتي، هي بعثة دبلوماسية سعودية تقع العاصمة جيبوتي ويترأس البعثة سفير خادم الحرمين الشريفين فيصل القباني. العنوان: حي الأيرون.

## وصلات خارجية
- موقع سفارة المملكة العربية السعودية السعودية في جيبوتي
- وزارة الخارجية السعودية (بالعربية)
- Ministry of Foreign Affairs of Kingdom of Saudi Arabia (بالإنجليزية)